# Elisabeth-Alexandrine de Ficquelmont
Pour les autres membres de la famille, voir Famille de Ficquelmont.
Pour les autres membres de la famille, voir Clary-Aldringen.
 (juin 2017).
Si vous disposez d'ouvrages ou d'articles de référence ou si vous connaissez des sites web de qualité traitant du thème abordé ici, merci de compléter l'article en donnant les références utiles à sa vérifiabilité et en les liant à la section « Notes et références ».
Elisabeth-Alexandrine de Ficquelmont, princesse von Clary und Aldringen (par son mariage en 1841 avec le prince Edmund von Clary und Aldrigen (1813-1894), née le 10 novembre 1825 à Naples et morte le 14 février 1878 à Venise est une aristocrate autrichienne du XIXe siècle.

## Biographie
Elle est la fille du comte Charles-Louis de Ficquelmont (1777-1857) ambassadeur, ministre et éphémère ministre-président d'Autriche du 19 avril au 19 mai 1848 et de la comtesse Dorothea von Tiesenhausen (1804-1863). 

### Jeunesse à Saint-Pétersbourg
De 1829 à 1838, son père est ambassadeur d'Autriche à Saint-Pétersbourg. Sa famille occupe alors le palais Saltykov loué en 1828 par le gouvernement autrichien pour servir de résidence à l'ambassadeur.
La résidence Saltykov est alors le cadre des deux plus fameux salons de cette période, celui de sa mère la comtesse Dolly de Ficquelmont et celui d'Élisabeth Mikhailovna Khitrovo. Elle passe ainsi une enfance dorée auprès de l'élite intellectuelle et aristocratique russe et européenne de son temps.

### Retour à Vienne et mariage avec le prince Clary-Aldringen
En 1838, le comte de Ficquelmont est rappelé à Vienne afin d'assurer les fonctions de ministre des Affaires étrangères en l'absence du prince Metternich, avant d'être nommé en 1840 ministre d'État et des conférences.
En 1840, à quinze ans elle est présentée à la cour impériale lors du bal d'ouverture de la saison mondaine et devient l'une des « débutantes » les plus en vue de la saison viennoise. Elle fait alors la connaissance du prince Edmund von Clary-und-Aldringen (1813-1894), membre de l'une des plus illustres familles princières autrichiennes, qu'elle épouse Le 5 décembre 1841.
Le couple vit principalement entre le palais Mollard-Clary, résidence viennoise des princes Clary-und-Aldringen et le château de Teplitz où ils reçoivent plusieurs souverains européens; ainsi à l'été 1849, ils reçoivent à Teplitz l'empereur François-Joseph et les rois Frédéric-Guillaume IV de Prusse et Frédéric-Auguste II de Saxe puis, en 1860, l'empereur François-Joseph et le prince-régent Guillaume de Prusse. Ils voyagent en Europe; sont les invités personnels du roi Léopold Ier à  Ostende, se rendent en 1853 à Paris de même qu'à Londres où ils sont reçus par la reine Victoria et le prince Albert du Royaume-Uni. 
La princesse meurt le 14 février 1878 au palais Clary à Venise.
De son mariage avec le prince Edmund Moritz von Clary-und-Aldringen sont nés quatre enfants :
- Edmée von Clary und Aldrigen, née à Vienne le 13 octobre 1842 et décédée à Turin le 14 février 1927, mariée le 26 août 1867 au comte Carlo Felice Nicolis di Robilant e Cereaglio (1826-1888).
- le prince Carlos von Clary und Aldrigen, né à Vienne le 3 avril 1844 et décédé à Teplitz le 25 mars 1920, marié en 1873 à la princesse Felizitas Radziwill (1849-1930).
- Le prince Siegfried von Clary-Aldringen, né à Teplitz le 14 octobre 1848 et décédé à Teplitz le 11 février 1929. Il fut l'un des principaux diplomates austro-hongrois de son temps et épousa en 1885, la comtesse Thérèse Kinsky von Wchinitz und Tettau (1867-1943).
- le prince Manfred von Clary-Aldringen, né à Vienne le 30 mai 1852 et décédé à Salzbourg le 12 février 1928. homme d’État austro-hongrois, gouverneur de la Silésie autrichienne puis de Styrie, ministre-président de Cisleithanie en 1889, marié en 1884 à la comtesse Franziska Pejácsevich (Petersburg 1859-1938).

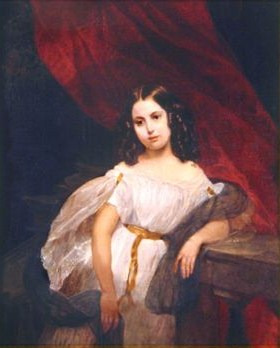
Élisabeth-Alexandrine de Ficquelmont par Karl Brioullov en 1837
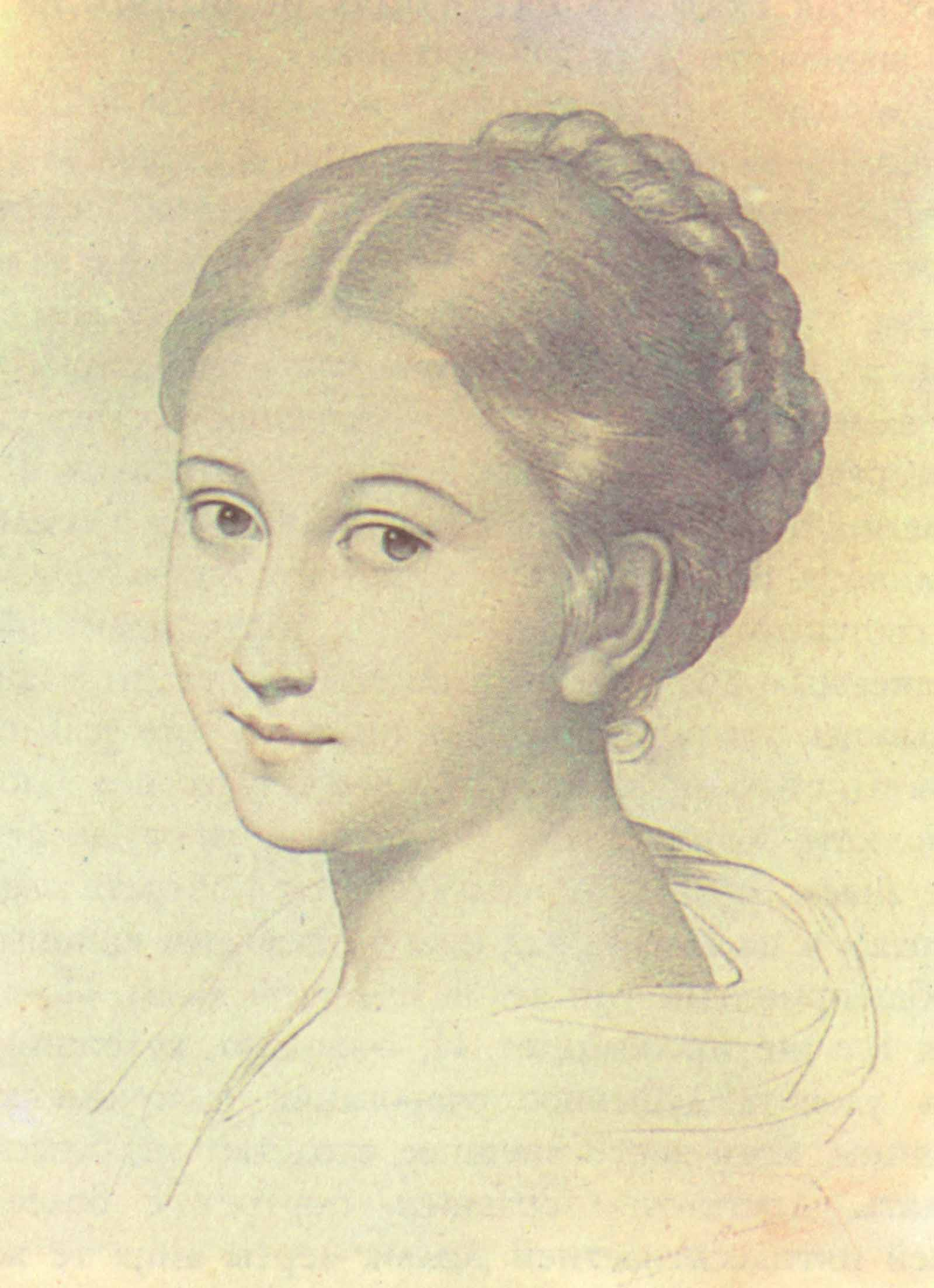
Élisabeth-Alexandrine de Ficquelmont en 1838
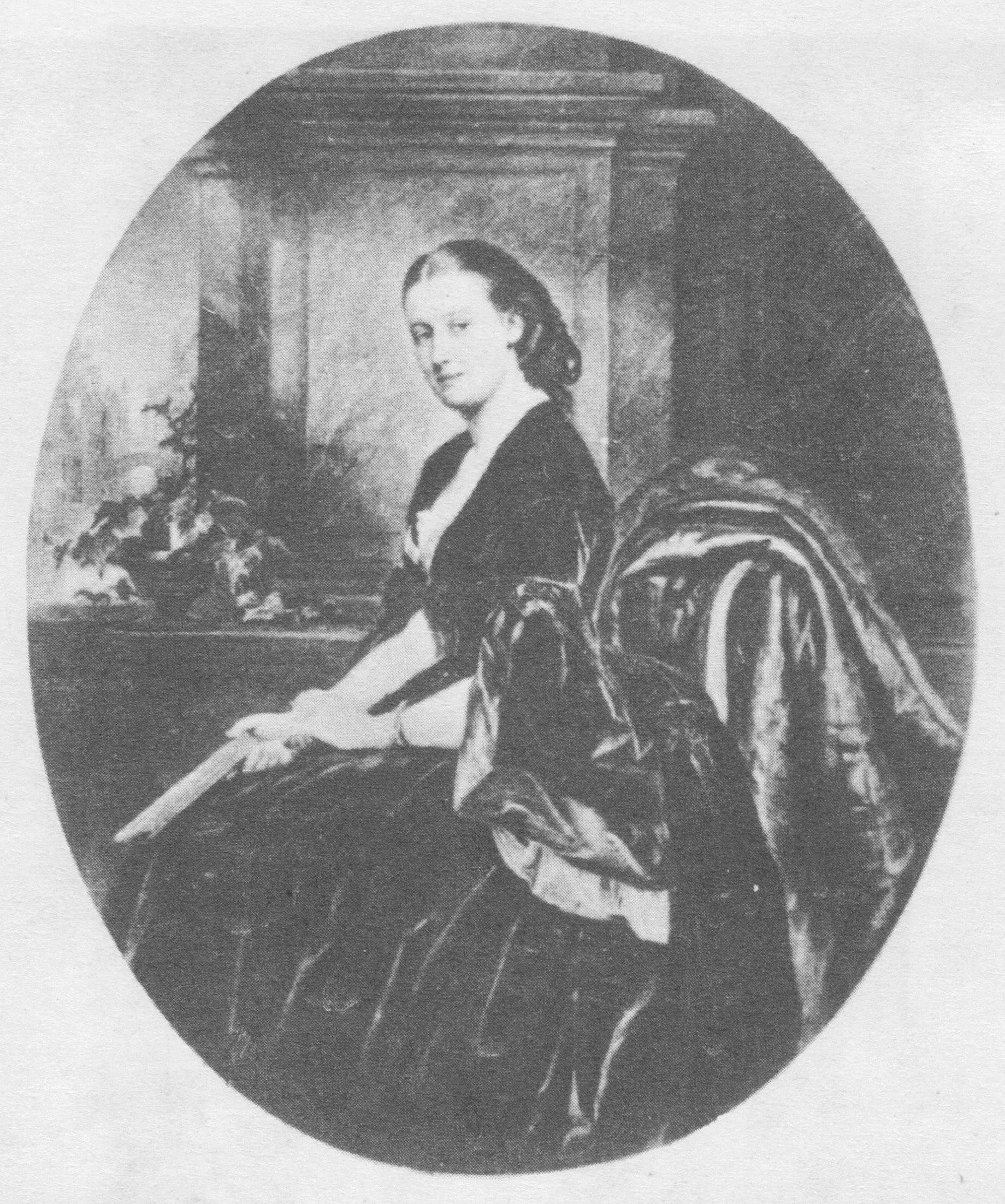
La princesse Élisabeth-Alexandrine von Clary und Aldringen en 1845
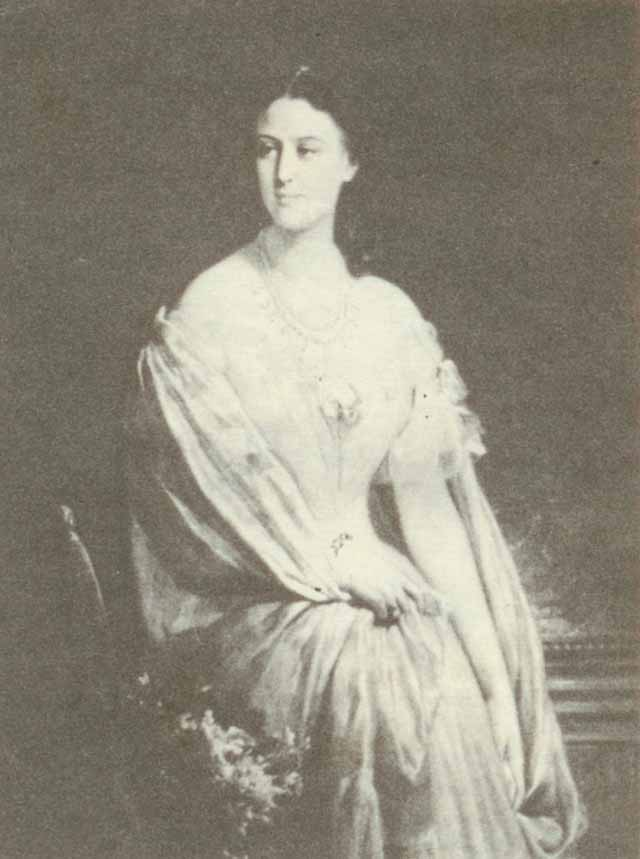
La princesse Élisabeth-Alexandrine von Clary und Aldringen en 1852